# Walter Altschul
Walter Altschul (* 6. August 1883 in Prag; † 23. Dezember 1942 in Litzmannstadt) war ein tschechoslowakischer Röntgenologe und Opernsänger.

## Leben
Er war der Sohn des Arztes Theodor Altschul und dessen Ehefrau Ottilie geborene Lingg. Nach dem Besuch des Gymnasiums in Prag studierte er an der Universität Heidelberg und an der Deutschen Universität Prag Medizin und promovierte zum Dr. med. Anschließend wurde er Assistent an der deutschen chirurgischen Klinik in Prag. Ab 1919 führte er als Mediziner eine Privatpraxis in Prag. 1922 habilitierte er sich. Bis 1938 arbeitete Walter Altschul als Dozent für Röntgenologie an der Deutschen Universität in Prag.
Er war Mitglied der Vereinigung der deutschen Röntgenologen in der Tschechoslowakei und wurde durch zahlreiche Veröffentlichungen in Fachzeitschriften über chirurgische und röntgenologischen Themen bekannt.
Nach der Bildung des Protektorats Böhmen und Mähren unter deutscher Herrschaft und der Entlassung Altschuls aus dem Universitätsdienst war er kurze Zeit als Opernsänger in Prag tätig. 1941 wurde er als Arzt in das jüdische Ghetto nach Litzmannstadt deportiert, das sich in der Straße Wrześnieńska 34 und dann in der Straße Zgierska 17 befand und vor allem als Zwischenstation vor der Deportation in die Vernichtungslager Kulmhof (Chełmno nad Nerem), Auschwitz II, Majdanek, Treblinka und Sobibor diente. In diesem Ghetto betrieb er eine Arztpraxis für die Insassen. Er starb kurz vor Weihnachten 1942 im Ghetto. In den Friedhofsdokumenten wurde vermerkt, dass er ein Katholik war. Seine Angehörigen erfuhren nicht von seinem Tod und ließen Walter Altschul am 12. Februar 1948 für tot erklären.